# Keinosaari
Keinosaari, nordsamiska: Kiäinusuálui, är en ö i Finland. Den ligger i sjön Enare träsk (Suolisvuono) och i kommunen Enare i den ekonomiska regionen Norra Lappland och landskapet Lappland, i den norra delen av landet, 1 000 km norr om huvudstaden Helsingfors. Öns area är 1,4 hektar och dess största längd är 210 meter i sydväst-nordöstlig riktning.